# Coryphopterus urospilus

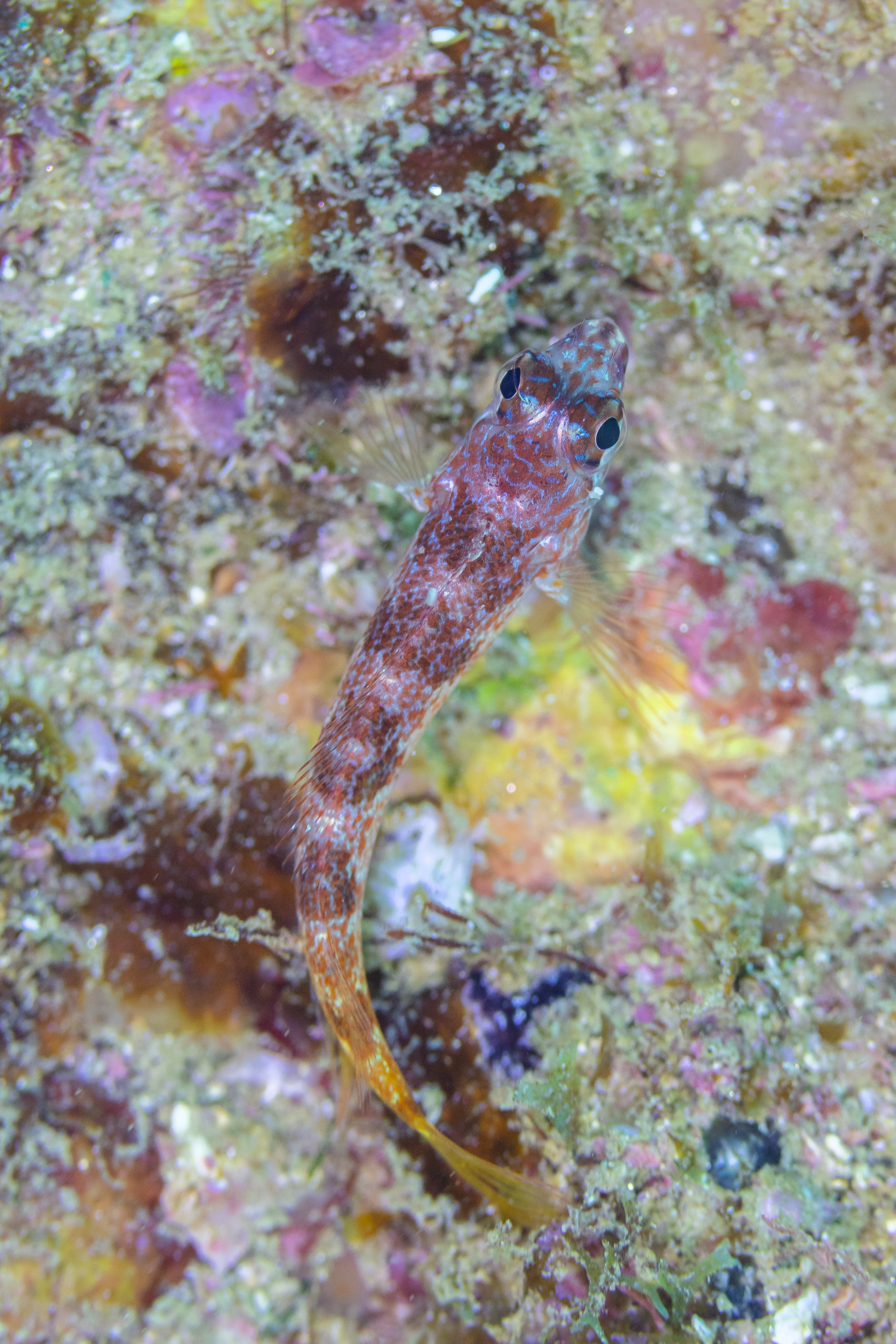
Vista superior.

Coryphopterus urospilus es una especie de peces de la familia de los Gobiidae en el orden de los Perciformes.

## Morfología
Los machos pueden llegar a alcanzar los 6,5 cm de longitud total.

## Distribución geográfica
Se encuentra desde la Península de Baja California (México) hasta las Islas Galápagos. 

## Observaciones
Es inofensivo para los humanos. 